# George Louis van der Maesen de Sombreff
George Louis van der Maesen de Sombreff (ur. 3 lutego 1885 w ’s-Hertogenbosch, zm. 4 marca 1955 w Wijlre) – holenderski inżynier oraz urzędnik konsularny i dyplomata.
Jego rodzicami byli - Louis Henri Leonard Joseph van der Maesen de Sombreff (1854-1926) oraz Pauline Eugènie Dumonceau (1859-1940). Uzyskał tytuł inżyniera dyplomowanego. Wstąpił do holenderskiej służby zagranicznej, w której pełnił szereg funkcji, m.in. konsula w Bukareszcie (1921) i Liège (1923-1925), konsula generalnego w Gdańsku (1938-1940) i Lizbonie, oraz posła w Luksemburgu (1950). Do małżeństwa należał zamek Wijlre (1918-1953).